# Decretum Gratiani
Decretum Gratiani è il nome con cui è più conosciuta una celebre opera, denominata Concordia discordantium canonum (sottotitolo: ac primum de iure nature et constitutionis), raccolta di fonti di diritto canonico redatta attorno al 1140 da Graziano, periodicamente aggiornata e composta di più trattati (pars prima suddivisa in tractatus de legibus [DD. 1-20] e tractatus de ordinandorum [DD. 21-101]; pars secunda suddivisa in Causae tra le quali si annoverano i trattati de penitentia e de consecratione [suddivisi in Distinctiones]), con cui l'autore risolse le antinomie emerse negli oltre mille anni di storia delle norme giuridiche della cristianità (principalmente canoni conciliari e lettere decretali), tra materie processuali, tributarie, civili, amministrative/ordinamentali, penali, penitenziali e sacramentali, che nel tempo erano diventate contrastanti tra loro.
Il corpus fu oggetto di continui aggiornamenti, anche dopo la morte dell'autore avvenuta intorno alla metà del XII secolo. Tale prima raccolta fu poi la pietra angolare di numerose compilationes di epoca successiva, alle quali si affiancarono le più recenti norme canoniche, dette extravagantes in quanto stavano, letteralmente, extra Decretum Gratiani (decretali varie e Corpus Iuris Canonici).

## Vicende storiche
Il Decretum Gratiani, oggetto di revisione al tempo del Concilio di Trento, venne ripubblicato nel 1582 con varie modifiche operate dai Correctores Romani, insieme ad altre cinque raccolte di Decreti, con i quali forma un unico corpo normativo, denominato Corpus Iuris Canonici, ovverosia lo stesso nome con cui nel XIII secolo erano denominati il Decretum Gratiani e le Quinquae Compilationes Antiquae, e successivamente il Decretum Gratiani e le altre compilazioni, ufficiali e private, di epoca successiva (ius novum). Il Decretum riveduto e corretto dai Correctores Romani, fu solennemente promulgato nel 1580 da papa Gregorio XIII con la bolla Cum pro munere e, infine, ufficialmente pubblicato nella editio romana due anni più tardi. Il Decretum conobbe un successo straordinario ed ebbe un'applicazione rigorosa in tutta l'Europa cristiana, sia ai fini dell'insegnamento nelle scuole di arti liberali (quale opera didattico-dottrinale), sia ai fini pratico-forensi nei tribunali ecclesiastici, i quali nel Medioevo avevano talvolta giurisdizione anche civile. Vista l'influenza del Decretum nacquero dei commentatori specialisti, chiamati decretisti.

## Composizione
Il Decretum è un insieme eterogeneo di canoni e decretali scelti con tecniche ermeneutiche fondamentali con cui si mette ordine in oltre un millennio di canoni discordanti di storia della Chiesa. Con esso (testo vivente, in continua evoluzione) si passa dal diritto canonico come sistema di fonti legislative, al diritto canonico inteso come scienza nuova e autonoma. La novità consiste nell'introduzione del commento che illumina e spiega la norma eliminandone aporie e contraddizioni. Ha inizio così l'inarrestabile processo che porterà alla totale separazione tra diritto e teologia nel mondo occidentale.
La prima recensione, non sopravvissuta ma che si ricava dalle prime 26 Causae della raccolta di 33 cause giudiziarie denominata Exserpta ex decretis sanctorum patrum (forse copiata, con lievi interpolazioni, nel 1146 e conservata in Svizzera nell'abbazia di San Gallo: Stiftsbibliothek 673) risale probabilmente al 1119-1120 circa e, verosimilmente, non fu oggetto di diffusione a differenza delle tappe redazionali successive, specie quella sopravvissuta in alcuni frammenti/manoscritti conservati in vari luoghi tra cui Admont, Barcellona, Firenze (il testimone più antico unitamente a un frammento parigino) e Parigi. Tali testimoni differiscono l'uno dall'altro, rappresentando l'evoluzione di una fase redazionale in corso d'opera. La tappa redazionale rappresentata dal manoscritto fiorentino A.I. 402 (BNC Conv. Soppr.) e dal manoscritto francese 1761 (BNC NAL), è l'aggiornamento -forse del 1130 - di una precedente tappa redazionale risalente al pontificato di Callisto II (1119-1124), anche alla luce della parte terminale di un dictum (contenuto nella pars prima Decreti) che rinvia a una regola elettiva dei vescovi attribuita a un concilio generale romano tenuto da Innocenzo II. Vi è dibattito tra gli studiosi sull'esatta collocazione temporale di tale canone conciliare. In tale tappa redazionale sono assenti tutti i canoni approvati da Innocenzo II durante il suo esilio in Francia (1130-1132), successivamente riapprovati nel Concilio Lateranense II del 1139 il cui canone n. 28 ripropone tale regola elettiva degli episcopi con alcune varianti testuali.
Tale regola elettiva pare il frutto della necessità di Innocenzo II di trovare una regola legale che giustificasse la sua elezione pontificia (altrimenti nulla, irregolare) per prevalere su quella di Anacleto II (la cui elezione era altrettanto irregolare). Per questo motivo alcuni studiosi suppongono che tale regula iuris sia temporalmente collocabile all'inizio del pontificato di Innocenzo II (prima dell'esilio di tale pontefice da Roma, cominciato nella primavera del 1130, oppure subito dopo il suo rientro a Roma avvenuto nel 1133). Tale tappa redazionale contiene, in forma ridotta, il trattato "De penitentia". Si ipotizza che l'originaria versione – suddivisa in sole Causae e di cui non abbiamo testimoni sopravvissuti ma solo un testimone indiretto (cioè le prime 26 Causae del manoscritto conservato in Svizzera nel cui incipit si legge: Exserpta ex decretis sanctorum patrum) – contenesse dicta completamente diversi da quelli osservabili nelle successive tappe redazionali, che contenesse canoni concilari adottati sotto il pontificato di Callisto II (riapprovati nel Concilio Lateranense I del 1123) e che non contenesse affatto i canoni del Concilio Lateranense II del 1139. Ivi inoltre si pongono e si discutono questioni che con il Concilio Lateranense I del 1123 (e, ancor prima, con il Concilio di Reims del 1119) erano state ormai risolte. In altre parole, le prime tappe redazionali dei trattati che compongono il Decretum Gratiani possono attribuirsi certamente al pontificato di Callisto II (1119-1124); esse non contengono canoni del successivo pontificato di Onorio II e in una di esse si trova un dictum che rinvia a un canone conciliare coniugabile con gli esordi del pontificato di Innocenzo II, circostanza questa che, per convenzione, fa spostare di alcuni anni in avanti la datazione del tractatus ordinandorum e conseguentemente dell'intero Decretum Gratiani. La Concordia discordantia canonum ac primum de iure nature et constitutionis (titolo esatto del cosiddetto Decretum Gratiani) è quindi un "testo vivente". In effetti il suo autore continuò ad aggiornarla nel corso degli anni, specie negli anni '30 del secolo XII e, dopo di lui, i suoi discepoli proseguirono l'opera di aggiornamento del testo legale per mantenerlo sempre attuale e fruibile nei tribunali ecclesiastici e nell'insegnamento.
Una delle successive recensioni dell'opera (cosiddetto testo divulgativo) risale, all'incirca, al 1139-42. Ha una divisione in tre parti ordinate per cause, questioni, distinzioni e canoni (auctoritates). La parte seconda è ordinata solo per cause, questioni e canoni, fatta eccezione per il trattato de penitentia e il trattato de consacrazione, suddivisi in Distinzioni e canoni al pari della pars prima decreti. Questa sistematica interna ne permette una consultabilità efficace. Per ogni singolo argomento presenta delle auctoritates in ordine cronologico e gerarchico.
Nelle prime tappe redazionali del Decretum i canoni di diritto romano sono pochissimi e, i pochi presenti, sono tratti dalle collezioni canoniche e romano-barbariche in circolazione. Il suo autore mostra pertanto di non conoscere affatto le Pandette e gli altri testi giuridici del Corpus Iuris Civilis giustinianeo che, invero, era molto noto in alcune città dello stato matildino come Pisa e Bologna. A partire dagli anni trenta del XII secolo si osserva un poderoso aggiornamento di tale opera in cui vengono inseriti moltissimi canoni di diritto romano. Ciò dimostra che il suo autore, in età avanzata, fu in contatto con magistri e giuristi esperti in diritto romano giustinianeo.
Capita che questi testi siano in contraddizione tra loro. Per risolvere l'impasse Graziano introduce la novità del commento (dictum). I commenti (dicta) sono vari e dipendenti dalla contraddizione (o dalla interpretazione) della norme esposte. A volte nel dictum sono richiamate o introdotte auctoritates.
Secondo il cardinale Stickler , storico del diritto canonico, il Decretum Gratiani può sembrare una collazione di leggi, ma in realtà è un trattato di diritto canonico, dove i dicta sono le esposizioni e le auctoritates gli argomenti.

### Ampliamenti delDecretum

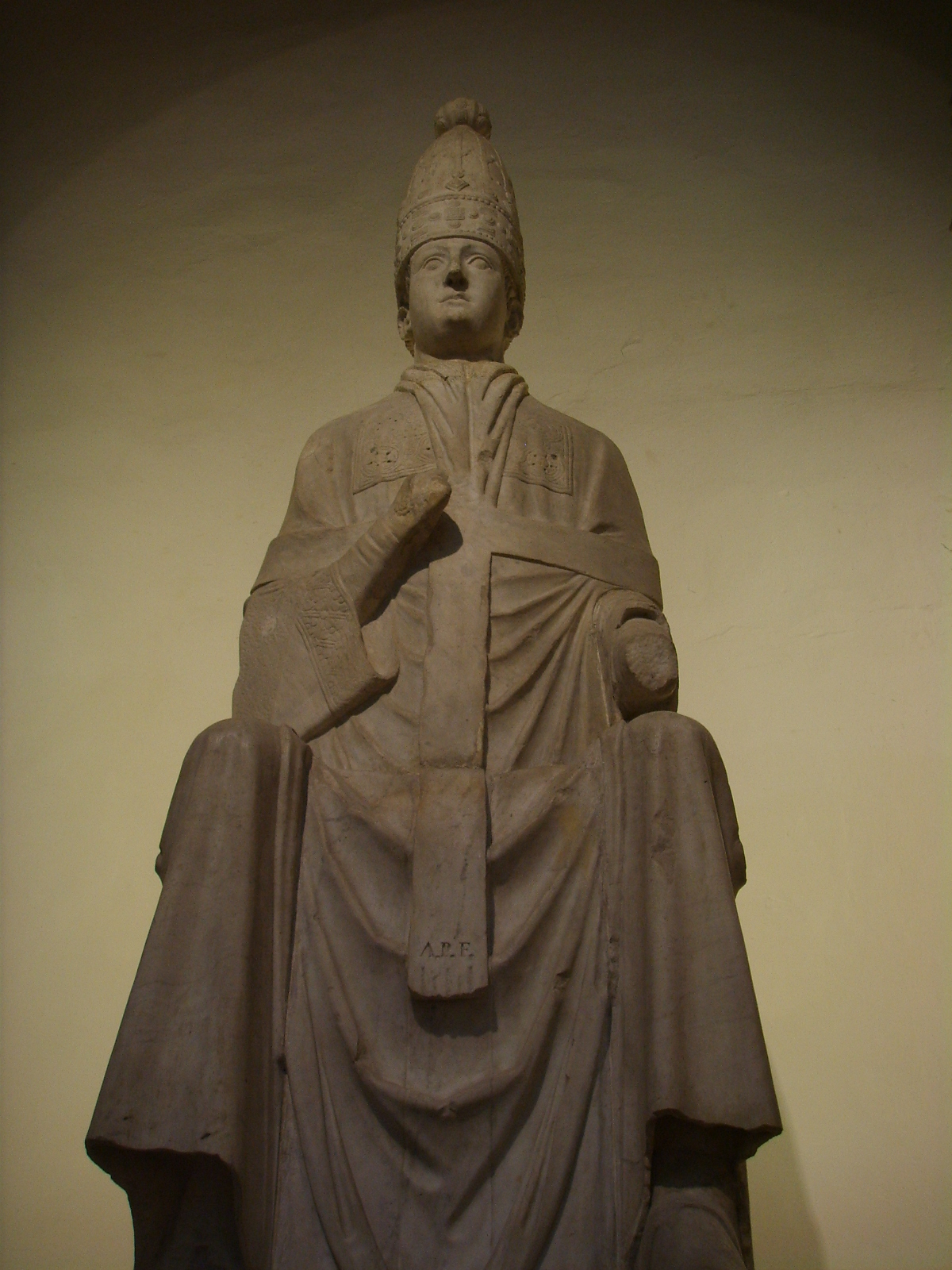
Arnolfo di Cambio, Statua di Bonifacio VIII (1298 ca.). Firenze, Museo dell'Opera del Duomo. Bonifacio VIII incarnò la teoria ierocratica del Papato, fino all'umiliazione dello "schiaffo di Anagni" (1303).

Il Decretum fu integrato con le norme tralasciate ed aggiornato alla nuova produzione normativa per volere degli stessi papi, attraverso una serie di appendici che presero nome di decretales extravagantes (cioè al di fuori del Decretum).
In particolare si distinguono:
- le "Quinque compilationes antiquae":[8]
  - Compilatio I o "Breviarium Extravagantium" (Bernardo Balbi, 1191 circa)
  - Compilatio II (Giovanni del Galles, 1210-1212 circa)
  - Compilatio III (decretali di papa Innocenzo III 1160-1216)
  - Compilatio IV (atti del Concilio Lateranense IV del 1215)
  - Compilatio V (Tancredi da Bologna, decretali di papa Onorio III 1216-1227)

Tutto questo materiale fu armonizzato dal giurista Raimondo di Peñafort per ordine di papa Gregorio IX (1227-1241), e pubblicato nel Liber Extravagantium insieme alle decretali di questo pontefice (Decretales Gregorii IX). Il "Liber Extra" fu promulgato con la bolla Rex pacificus del 5 settembre 1234. La dottrina canonistica posteriore attribuirà a questa collezione il quadruplice valore giuridico dell'autenticità (i testi qui contenuti godono di autorità legale), dell'universalità (le leggi particolari riportate divengono leggi generali), dell'unità (ogni decretale ha lo stesso valore delle altre, come se fossero tutte emanate da un unico papa) e dell'esclusività (sono abrogate tutte le leggi emanate dopo il Decretum che non siano raccolte nella nuova collezione). In seguito, le decretali dei papi Innocenzo IV (1243-1254), Gregorio X (1271-1276) e Niccolò III (1277-1280) furono radunate da papa Bonifacio VIII (1294-1303) in un'unica raccolta che prese nome di Liber Sextus, aggiunto ai cinque libri del Liber Extra, promulgato con la bolla Sacrosanctae del 3 marzo 1298. Tutte queste collezioni non sono complete e non hanno carattere generale.
Durante e dopo il periodo della cosiddetta "cattività avignonese" del Papato (1308-1378) e dello Scisma d'Occidente (1378-1417) le uniche decretales importanti saranno di papa Clemente V (1305-1314), rilevanti perché disciplinano il processo canonico (che sarà di modello per il processo civile degli ordinamenti coevi), pubblicate sotto il nome di "Clementinae", ed alcune decretali di papa Giovanni XXII (1316-1334), in particolare quella del 1331 che istituisce la Sacra Rota, pubblicate con il nome di "Extravagantes Iohannis XXII".
Alla fine del Quattrocento il giurista Giovanni Chappuis raccolse anche un libro di "Extravagantes communes", edito a Parigi nel 1500. Queste ultime, insieme al Decretum Gratiani, al "Liber Extra", al "Liber Sextus", alle "Clementinae" ed alle "extravagantes Iohannis XXII" furono definitivamente riunite nel 1582 all'interno del Corpus Iuris Canonici, che è rimasto in vigore fino all'emanazione del Codex Iuris Canonici Piano Benedettino del 1917.

## Struttura delDecretum
La versione definitiva del Decretum (la cosiddetta ‘’vulgata’’) consta di tre parti:
- I parte divisa in 101 distinctiones dal discepolo Pocapaglia , a cui si devono anche aggiunte a margine poi confluite nel testo (cd. paleae), contenenti frammenti antichi trascurati da Graziano (ogni parte in cui si chiarisce un argomento a partire dai suoi principi generali e dalle contraddizioni cui dà luogo, operando una serie di suddivisioni successive sempre più puntuali), a loro volta divise in capitoli). Le prime 20 distinctiones considerano i problemi generali del diritto, le altre 81 trattano invece del governo ecclesiastico e della sua disciplina tramite le varie cariche (vescovi, gerarchia ecc.).[10]
- II parte divisa in 36 causae (controversie figurate, casi fittizi che introducono una discussione giuridica) dedicate a temi vari (diritto penale e processuale, il patrimonio ecclesiastico e il matrimonio) e divise in quaestiones (singoli problemi giuridici) e poi in capitoli, ognuna su un problema ipotetico per il quale vi sono varie soluzioni (p. es.: la Causa I dedicata alla simonia, le 2-7 alla procedura, le 16-20 ai monaci e alla loro disciplina, le 27-36 al matrimonio). Per ogni Quaestio, Graziano illustra le sue soluzioni, con i suoi dicta. Nella Causa 33, nell'ambito del trattato sul matrimonio, dopo la quaestio II da un continuatore di Graziano ne è stata aggiunta un'altra molto ampia sulla penitenza (un vero e proprio Tractatus de poenitentia suddiviso in 7 distinctiones).[10][11]
- III parte intitolata De Consecratione, perche tratta di sacramentali (benedizioni e consacrazioni) suddivisa in sole 5 distinctiones,  aggiunto dopo la redazione originaria ed è privo dei dicta magistri.[10]

Le Distinctiones corrispondono a principi a alle disposizioni del diritto; le causae ai casi giudiziari particolari, da cui nascono veri problemi giuridici o quaestiones. La distinctio serve ad operare una serie di suddivisioni della materia , attraverso cui si rende possibile il superamento delle contraddizione e sia la definizione dei concetti giuridici e la formulazione di principi generali.
La quaestio è l'espediente tecnico adottato nella seconda parte per porre questioni controverse a base dell'analisi. Prima si cita una serie di autorevoli testi a difesa di una certa posizione (propositio), poi un'altra serie di testi a difesa della tesi opposta (oppositio), e infine si conclude con una certa soluzione che mostra la veridicità o la maggiore plausibilità degli uni o degli altri argomenti.